# Przerzutnik typu JK

Symbol przerzutnika typu JK

Przerzutnik typu JK – jeden z podstawowych rodzajów przerzutników synchronicznych bistabilnych, na jego podstawie można zbudować wiele innych rodzajów przerzutników np. typu D czy JK-MS.
Przerzutnik ma wejścia informacyjne J i K, zegarowe C, wyjście proste Q i jego negację ~Q. Często posiada również asynchroniczne wejścia kasujące R (Reset) i ustawiające S (Set).
Podanie jedynki logicznej na wejście J powoduje ustawienie przerzutnika (co skutkuje pojawieniem się stanu wysokiego na wyjściu Q). Ustawienie wejścia K w stan wysoki przestawia przerzutnik w stan niski. Jeżeli jedynka logiczna zostanie ustawiona na obydwu wejściach (J i K) to nastąpi zmiana stanu przerzutnika na przeciwny (czyli jeżeli układ był w stanie wysokim to przejdzie w stan niski i odwrotnie). W polskim nazewnictwie wejście oznaczone K jest czasem określane jako wejście kasujące, a wejście J – jako wejście jedynkujące, co ułatwia zapamiętanie funkcji poszczególnych wejść.
JK jest przerzutnikiem synchronicznym, co oznacza, że reaguje na stan wejść tylko przy podaniu odpowiedniego sygnału na wejście zegarowe. Wyjątkiem są wejścia asynchroniczne R i S. Podanie stanu wysokiego na wejście Set powoduje ustawienie w stan wysoki przerzutnika niezależnie od tego, czy został dostarczony sygnał zegarowy. Wejście Reset w analogiczny sposób zeruje przerzutnik.
Nazwa przerzutnika JK pochodzi od imienia i nazwiska Jacka Kilby'ego, inżyniera amerykańskiego, wynalazcy układów scalonych.

## Tabela przejść

Diagram przejść przerzutnika JK

| J | K | Q(t+1)                             | Opis         |
| - | - | ---------------------------------- | ------------ |
| 0 | 0 | {\displaystyle Q(t)}               | Podtrzymanie |
| 0 | 1 | 0                                  | Reset        |
| 1 | 0 | 1                                  | Ustawienie   |
| 1 | 1 | {\displaystyle {\overline {Q(t)}}} | Zmiana       |